# NGC 702
NGC 702 (другие обозначения — MCG -1-5-43, Arp 75, PGC 6852) — галактика в созвездии Кит.
Этот объект входит в число перечисленных в оригинальной редакции «Нового общего каталога», а также включён в атлас пекулярных галактик
В Аталасе пекулярных галактик указано, что NGC 702 имеет спутник. Однако на изображении NGC 702, сделанном Атласом, спутника у этой галактики не видно. Обзор других изображений показывает, что яркие области на северной стороне NGC 702 могут быть приняты за отдельный объект.